# El martes que viene
El martes que viene fue un programa de televisión, emitido por La 1 de Televisión española durante el primer semestre de 1990. Dirigido por José Sámano y presentado por Mercedes Milá, en la que sería su última aparición en la televisión pública española. 

## Formato
El espacio respondía a similares premisas de otros programas previamente conducidos por la periodista Milá como Buenas noches o Jueves a jueves, es decir entrevistas a personajes de relevancia política, social, artística, cultural o mediática, aunque también personas anónimas, en las que tenía un especial peso la propia personalidad de la presentadora, con un tono incisivo y mordaz. Todo ello, intercalado con números musicales.

## Invitados
Entre la centena de entrevistados que desfilaron por el programa, pueden mencionarse al Dalái lama, Rafael Alberti, Alicia Alonso, César Gaviria, Petre Roman, Terenci Moix, Fernando Sánchez Dragó, Maribel Verdú, Juan Guerra, José María Aznar, Antonio Banderas, Miguel Gila, Jon Sobrino, Xabier Arzallus, Miguel Durán o José María García. Actuaron, entre otros cantantes, Miguel Bosé, Lucho Gatica, Rocío Jurado y Ana Belén, estas dos últimas cantando a dúo.